# ترانه‌شناسی فرامرز اصلانی
فرامرز اصلانی (۲۲ تیر ۱۳۲۴ – ۱ فروردین ۱۴۰۳) آهنگساز، ترانه‌سرا، نوازندهٔ گیتار و خوانندهٔ موسیقی پاپ ایرانی بود.

## آلبوم‌ها

### دلمشغولی‌ها(اگه یه روز) (۱۹۷۷)
| نام ترانه     | ترانه‌سرا      | آهنگساز       | تنظیم         |
| ------------- | ------------- | ------------- | ------------- |
| اگه یه روز    | فرامرز اصلانی | فرامرز اصلانی | آرمیک         |
| دیوار         | فرامرز اصلانی | فرامرز اصلانی | آرمیک         |
| دل اسیره      | فرامرز اصلانی | فرامرز اصلانی | آرمیک         |
| عبور          | فرامرز اصلانی | فرامرز اصلانی | آرمیک         |
| یارم کو       | فرامرز اصلانی | فرامرز اصلانی | فرامرز اصلانی |
| آهوی وحشی     | حافظ          | فرامرز اصلانی | فرامرز اصلانی |
| دریغ          | فرامرز اصلانی | فرامرز اصلانی | فرامرز اصلانی |
| پرستوهای خسته | فرامرز اصلانی | فرامرز اصلانی | فرامرز اصلانی |
| یاد گذشته     | فرامرز اصلانی | فرامرز اصلانی | فرامرز اصلانی |
| شب            | فرامرز اصلانی | فرامرز اصلانی | فرامرز اصلانی |

### به یاد حافظ(۱۹۷۸)
| نام ترانه             | ترانه‌سرا | آهنگساز       | تنظیم         |
| --------------------- | -------- | ------------- | ------------- |
| یاری اندر کس نمیبینم  | حافظ     | فرامرز اصلانی | فرامرز اصلانی |
| معاشران               | حافظ     | فرامرز اصلانی | فرامرز اصلانی |
| زلف آشفته             | حافظ     | فرامرز اصلانی | فرامرز اصلانی |
| سینه مالا مال درد است | حافظ     | فرامرز اصلانی | فرامرز اصلانی |
| سحر با باد میگفتم     | حافظ     | فرامرز اصلانی | فرامرز اصلانی |
| ای آهوی وحشی کجایی    | حافظ     | فرامرز اصلانی | فرامرز اصلانی |
| با مدعی مگویید        | حافظ     | فرامرز اصلانی | فرامرز اصلانی |
| ز مستی هلاک           | حافظ     | فرامرز اصلانی | فرامرز اصلانی |

### روزهای ترانه و اندوه(۱۹۹۹)
| نام ترانه            | ترانه‌سرا       | آهنگساز       | تنظیم         |
| -------------------- | -------------- | ------------- | ------------- |
| روزهای ترانه و اندوه | فرامرز اصلانی  | فرامرز اصلانی | فرامرز اصلانی |
| هفت شهر عشق          | فرامرز اصلانی  | فرامرز اصلانی | استیو مک‌کرام  |
| دستم بگیر            | فرامرز اصلانی  | فرامرز اصلانی | فرامرز اصلانی |
| قلعهٔ تنهایی          | فرامرز اصلانی  | فرامرز اصلانی | استیو مک‌کرام  |
| هیچ‌کس …              | فرامرز اصلانی  | فرامرز اصلانی | استیو مک‌کرام  |
| بشنو از نی           | مولانا         | فرامرز اصلانی | فرامرز اصلانی |
| تازه                 | فرامرز اصلانی  | فرامرز اصلانی | فرامرز اصلانی |
| گل اندام             | فرامرز اصلانی  | فرامرز اصلانی | فرامرز اصلانی |
| هیاهو (بی‌کلام)       | هیاهو (بی‌کلام) | فرامرز اصلانی | فرامرز اصلانی |

### معشوق همین‌جاست: رومی (۲۰۰۲)
- مشترک با داریوش و رامش[۳]

| نام ترانه                   | ترانه‌سرا              | آهنگ‌ساز      | تنظیم        | خواننده                  |
| --------------------------- | --------------------- | ------------ | ------------ | ------------------------ |
| معشوق همین‌جاست              | مولانا جلال‌الدین رومی | فرزین فرهادی | فرزین فرهادی | همخوانی با داریوش و رامش |
| در این عشق بمیرید           | مولانا جلال‌الدین رومی | فرزین فرهادی | فرزین فرهادی | همخوانی با داریوش و رامش |
| غلام قمر                    | مولانا جلال‌الدین رومی | فرزین فرهادی | فرزین فرهادی | داریوش با شهره آغداشلو   |
| هو                          | مولانا جلال‌الدین رومی | فرزین فرهادی | فرزین فرهادی | داریوش با شهره آغداشلو   |
| تو نه چنانی که منم          | مولانا جلال‌الدین رومی | فرزین فرهادی | فرزین فرهادی | داریوش                   |
| وقت آن شد                   | مولانا جلال‌الدین رومی | فرزین فرهادی | فرزین فرهادی | داریوش                   |
| صحبت                        | مولانا جلال‌الدین رومی | فرزین فرهادی | فرزین فرهادی | فرامرز اصلانی            |
| وه چه بی‌رنگ و بی‌نشان که منم | مولانا جلال‌الدین رومی | فرزین فرهادی | فرزین فرهادی | فرامرز اصلانی            |
| زهی عشق                     | مولانا جلال‌الدین رومی | فرزین فرهادی | فرزین فرهادی | فرامرز اصلانی            |
| اینجا کسیست پنهان           | مولانا جلال‌الدین رومی | فرزین فرهادی | فرزین فرهادی | رامش                     |
| از دل سلامت می‌کنم           | مولانا جلال‌الدین رومی | فرزین فرهادی | فرزین فرهادی | رامش                     |
| ماییم                       | مولانا جلال‌الدین رومی | فرزین فرهادی | فرزین فرهادی | شهره آغداشلو             |
| فنا                         | مولانا جلال‌الدین رومی | فرزین فرهادی | فرزین فرهادی | شهره آغداشلو             |

### خط سوم(۲۰۱۰)
| نام ترانه    | ترانه‌سرا              | آهنگساز       | تنظیم         |
| ------------ | --------------------- | ------------- | ------------- |
| خط سوم       | فرامرز اصلانی         | فرامرز اصلانی | استیو مک‌کرام  |
| صدایم کن     | فرامرز اصلانی         | فرامرز اصلانی | فرامرز اصلانی |
| تا کی        | شیخ بهایی             | فرامرز اصلانی | فرامرز اصلانی |
| قدیم         | فرامرز اصلانی         | فرامرز اصلانی | استیو مک‌کرام  |
| غریبه در شهر | فرامرز اصلانی         | فرامرز اصلانی | استیو مک‌کرام  |
| بنمای رخ     | مولانا جلال‌الدین رومی | فرامرز اصلانی | فرامرز اصلانی |
| پرستو        | فرامرز اصلانی         | فرامرز اصلانی | فرامرز اصلانی |
| خسته         | فرامرز اصلانی         | فرامرز اصلانی | فرامرز اصلانی |

### نیمه شب تا بامداد (۲۰۱۷)
| نام ترانه             | ترانه‌سرا      | آهنگساز       | تنظیم      |
| --------------------- | ------------- | ------------- | ---------- |
| صدایم کن (تنظیم جدید) | فرامرز اصلانی | فرامرز اصلانی | بابک امینی |
| تو                    | فرامرز اصلانی | فرامرز اصلانی | بابک امینی |
| یار                   | فرامرز اصلانی | فرامرز اصلانی | بابک امینی |
| کیستی                 | فرامرز اصلانی | فرامرز اصلانی | بابک امینی |
| وقتی رفتی             | فرامرز اصلانی | فرامرز اصلانی | بابک امینی |
| چکه                   | فرامرز اصلانی | فرامرز اصلانی | بابک امینی |
| Historia de un Amor   | فرامرز اصلانی | فرامرز اصلانی | بابک امینی |
| سفر خاطره‌ها           | فرامرز اصلانی | فرامرز اصلانی | بابک امینی |

## تک‌آهنگ‌ها
| نام ترانه             | ترانه‌سرا        | آهنگساز       | تنظیم                               | سال انتشار           | توضیحات                            |
| --------------------- | --------------- | ------------- | ----------------------------------- | -------------------- | ---------------------------------- |
| آزادی                 | فرامرز اصلانی   | فرامرز اصلانی | فرامرز اصلانی                       | ۱۳۵۸ ۱۹۷۹            |                                    |
| سرود کارگر            | محمدعلی بهمنی   | صادق نوجوکی   | مجتبی میرزاده                       | ۱۳۵۸ ۱۹۷۹            | نام دیگر «باید درو کرد»            |
| پرستوها               | فرامرز اصلانی   | فرامرز اصلانی | فرامرز آصف، Larry G. Goldman        | ۱۳۷۷ ۱۹۹۸            | همخوانی با فرامرز آصف              |
| برای همه نداهای ایران | فرامرز اصلانی   | فرامرز اصلانی | فرامرز اصلانی                       | ۱۳۸۸ ۲۰۰۹            | اجرای زنده                         |
| ما                    | کامبیز میرزایی  | فرزین فرهادی  | فرزین فرهادی                        | ۱۳۸۹ ۲۰۱۰            | همخوانی با شهرزاد سپانلو           |
| اگه یه روز            | فرامرز اصلانی   | فرامرز اصلانی | علی الهی                            | ۱۳۹۰ ۲۰۱۱            | همخوانی با داریوش                  |
| دیوار                 | روزبه بمانی     | فرزاد فتاحی   | فرزاد فتاحی                         | ۱۳۹۰ ۲۰۱۱            | همخوانی با داریوش                  |
| ای عشق                | اردلان سرفراز   | داوود بهبودی  | اریک آرکانت                         | ۱۳۹۰ ۲۰۱۱            | همخوانی با داریوش                  |
| تو                    | فرامرز اصلانی   | فرامرز اصلانی | بابک امینی                          | ۱۳۹۲ ۲۰۱۳            | ورژن آنپلاگد                       |
| دو دریچه              | مهدی اخوان ثالث | فرامرز اصلانی | فرامرز اصلانی                       | ۱۳۹۳ ۲۰۱۴            |                                    |
| No More Tears         |                 |               |                                     | ۱۳۹۳ ۲۰۱۴            | همخوانی با K1 Shah                 |
| اگه یه روز            | فرامرز اصلانی   | فرامرز اصلانی | فرامرز اصلانی                       | ۱۳۹۶ ۲۰۱۷            | همخوانی با رعنا منصور              |
| پرستوها               | فرامرز اصلانی   | فرامرز اصلانی | فرامرز اصلانی                       | ۱۳۹۶ ۲۰۱۷            | همخوانی با رعنا منصور              |
| نخواب کوروش           | سورنا آرام      | فرزین فرهادی  | فرزین فرهادی                        | ۱۳۹۷ ۲۰۱۸            |                                    |
| اگه یه روز            | فرامرز اصلانی   | فرامرز اصلانی |                                     | ۱۳۹۷ ۲۰۱۸            | اجرا در بی‌بی‌سی فارسی               |
| دیوار                 | فرامرز اصلانی   | فرامرز اصلانی |                                     | ۱۳۹۷ ۲۰۱۸            | اجرا در بی‌بی‌سی فارسی               |
| هنوز                  | فرامرز اصلانی   | فرامرز اصلانی | دانیال شهرتی                        | ۱۵ فروردین ۱۳۹۹ ۲۰۲۰ | ورژن رمانتیک                       |
| هنوز                  | فرامرز اصلانی   | فرامرز اصلانی | دانیال شهرتی                        | ۲ خرداد ۱۳۹۹ ۲۰۲۰    | ورژن ریتمیک                        |
| پرستوهای خسته         | فرامرز اصلانی   | فرامرز اصلانی | فرامرز اصلانی                       | ۳ اردیبهشت ۱۴۰۰ ۲۰۲۱ | اجرا در ام بی‌سی پرشیا              |
| بخاطر تو              | ناصر رستگارنژاد | ویگن          | بابک امینی                          | ۳ اردیبهشت ۱۴۰۰ ۲۰۲۱ | اجرا در ام بی‌سی پرشیا              |
| دیوار                 | فرامرز اصلانی   | فرامرز اصلانی | فرامرز اصلانی                       | ۳ اردیبهشت ۱۴۰۰ ۲۰۲۱ | اجرا در ام بی‌سی پرشیا              |
| اگه یه روز            | فرامرز اصلانی   | فرامرز اصلانی | دنی اسدی                            | ۱۴۰۰ ۲۰۲۱            | همخوانی با عرفان پایدار و دنی اسدی |
| یادیست                | فرامرز اصلانی   | فرامرز اصلانی | Anibal Seminario & Rayner Fernandez | ۱۴۰۰ ۲۰۲۱            |                                    |